# Cel·la electroquímica metall-aire

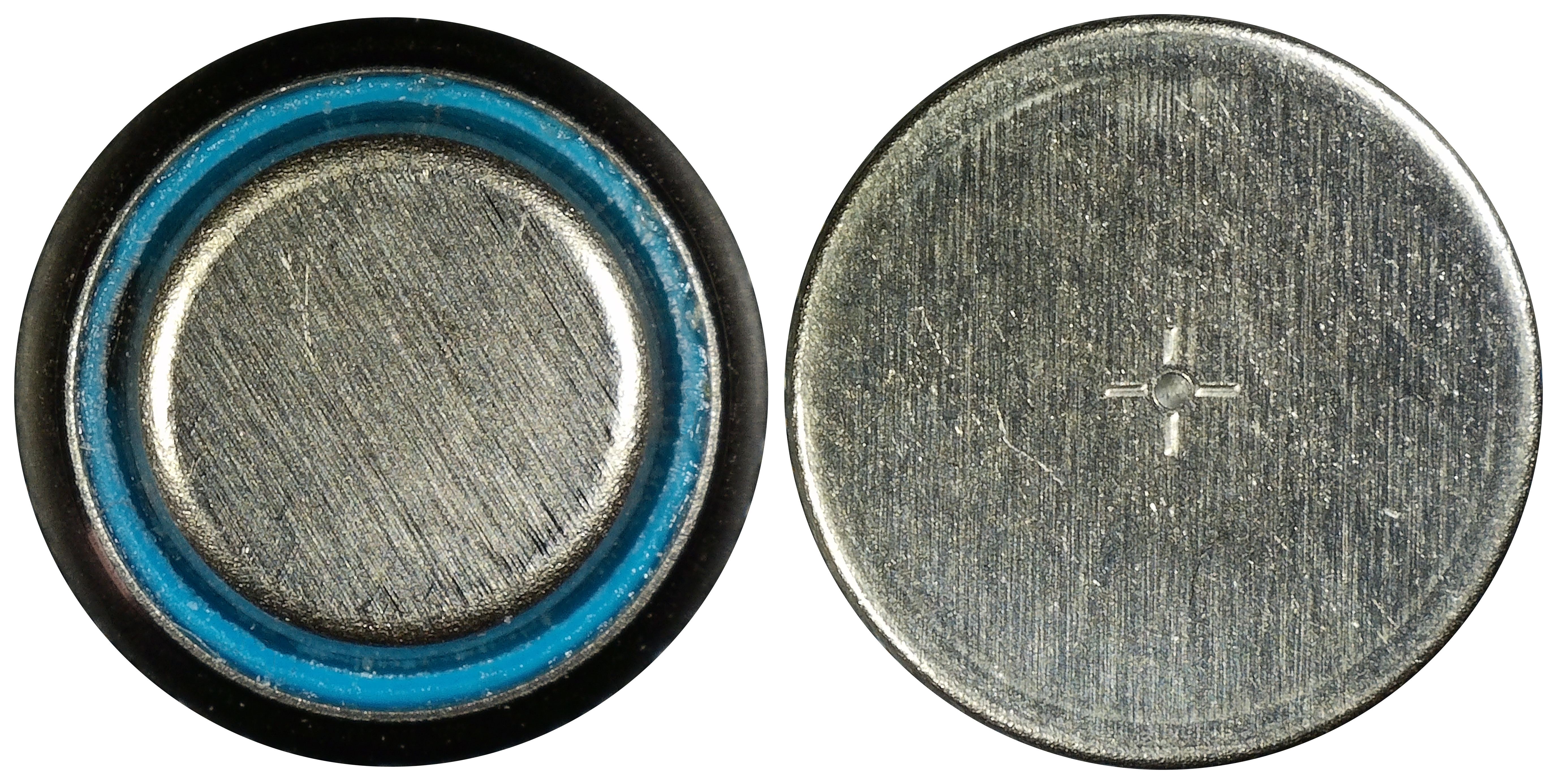
Powerone Tipus P10 groc, mida interna PR70. Bateria de zinc-aire

Una cel·la electroquímica metall-aire és una cel·la electroquímica que utilitza un ànode fet de metall pur i un càtode extern d'aire ambient, normalment amb un electròlit aquós o apròtic.
Durant la descàrrega d'una cel·la electroquímica metall-aire, es produeix una reacció de reducció al càtode d'aire ambient mentre l'ànode metàl·lic s'oxida.
La capacitat específica i la densitat d'energia de les piles electroquímiques de metall-aire són superiors a les de les bateries de ions de liti, cosa que les converteix en un candidat ideal per al seu ús en vehicles elèctrics. Tot i que hi ha algunes aplicacions comercials, les complicacions associades amb els ànodes metàl·lics, els catalitzadors i els electròlits han dificultat el desenvolupament i la implementació de bateries metall-aire.

## Tipus per element ànode

### Liti
La densitat energètica notablement alta del liti metàl·lic (fins a 3458 Wh/kg) va inspirar el disseny de les bateries de liti-aire. Una bateria de liti-aire consisteix en un elèctrode sòlid de liti, un electròlit que envolta aquest elèctrode i un elèctrode d'aire ambient que conté oxigen. Les bateries de liti-aire actuals es poden dividir en quatre subcategories segons l'electròlit utilitzat i l'arquitectura de cel·la electroquímica posterior. Aquestes categories d'electròlits són apròtics, aquosos, mixtos aquosos/apròtics i d'estat sòlid, i totes ofereixen els seus propis avantatges i desavantatges. No obstant això, l'eficiència de les bateries de liti-aire encara està limitada per la descàrrega incompleta al càtode, el sobrepotencial de càrrega que supera el sobrepotencial de descàrrega i l'estabilitat dels components. Durant la descàrrega de les bateries de liti-aire, l'ió superòxid (O2) format reaccionarà amb l'electròlit o altres components de la cel·la i impedirà que la bateria sigui recarregable.

### Sodi
Les bateries de sodi-aire es van proposar amb l'esperança de superar la inestabilitat de la bateria associada amb el superòxid en les bateries de liti-aire. El sodi, amb una densitat energètica de 1605 Wh/kg, no té una densitat energètica tan alta com el liti. Tanmateix, pot formar un superòxid estable (NaO2) en lloc que el superòxid experimenti reaccions secundàries perjudicials. Com que el 2 es descompon reversiblement fins a cert punt en els components elementals, això significa que les bateries de sodi-aire tenen una certa capacitat intrínseca per ser recarregables. Les bateries de sodi-aire només poden funcionar amb electròlits apròtics i anhidres. Quan es va estabilitzar un electròlit de DMSO amb trifluorometanosulfonimida de sodi, es va obtenir l'estabilitat cíclica més alta d'una bateria de sodi-aire (150 cicles).

### Potassi
També es van proposar bateries de potassi-aire amb l'esperança de superar la inestabilitat de la bateria associada amb el superòxid en les bateries de liti-aire. Tot i que només s'han aconseguit dos o tres cicles de càrrega-descàrrega amb bateries de potassi-aire, ofereixen una diferència de sobrepotencial excepcionalment baixa de només 50 mV.

### Zinc
Les piles de zinc-aire s'utilitzen per a audiòfons i càmeres de pel·lícula.

### Magnesi
Actualment s'estan estudiant diverses reaccions químiques metall-aire. La deposició homogènia de Mg metàl·lic fa que els sistemes Mg-aire siguin interessants. Tanmateix, les bateries aquoses de Mg-aire estan seriosament limitades per la dissolució de l'elèctrode de Mg. S'ha recomanat l'ús de diversos electròlits aquosos iònics en dispositius de magnesi-aire. No obstant això, la fragilitat electroquímica els afecta a tots. Tanmateix, la reversibilitat de la cel·la és limitada i és especialment visible durant la recàrrega.

### Calci
S'han descrit bateries de calci-aire (O2).

### Alumini
Les bateries d'alumini-aire tenen la densitat d'energia més alta de qualsevol altra bateria, amb una densitat d'energia màxima teòrica de 6-8 kWh/kg, però, A 2003 , un màxim de només 1,3 kWh/kg. Les cel·les de bateria d'alumini no són recarregables, per la qual cosa s'han d'instal·lar nous ànodes d'alumini per continuar rebent energia de la bateria, cosa que les fa cares d'utilitzar i limitades a aplicacions principalment militars
Les bateries d'alumini-aire s'han utilitzat per a prototips de cotxes elèctrics, i un d'ells afirma tenir 2000 km d'autonomia amb una sola càrrega, però no n'hi ha cap disponible per al públic. Tanmateix, les bateries d'alumini-aire mantenen un voltatge i una potència de sortida estables fins que s'esgoten la bateria, cosa que les podria fer útils per a avions elèctrics, on sempre es requereix la màxima potència en cas d'aterratges d'emergència. A causa de no haver de portar un ànode metàl·lic separat, la baixa densitat natural de l'alumini i l'alta densitat energètica de les bateries d'alumini-aire, les bateries són molt lleugeres, cosa que també és beneficiosa per a l'aviació elèctrica. L'escala dels aeroports també podria permetre el reciclatge in situ dels ànodes, cosa que no seria factible per als cotxes on calen moltes estacions petites.
Les bateries d'alumini-aire són millors per al medi ambient en comparació amb les bateries de liti-ió tradicionals. L'alumini és el metall més abundant a l'escorça terrestre, per la qual cosa les mines no haurien de ser tan invasives per trobar una quantitat similar d'alumini en comparació amb el liti. Un altre factor és que les plantes de reciclatge d'alumini ja existeixen, mentre que les plantes de reciclatge de liti tot just comencen a sorgir i a ser rendibles. L'alumini és molt més econòmic de reciclar amb la tecnologia actual.

### Ferro
Les bateries recarregables de ferro-aire són una tecnologia atractiva amb el potencial d'emmagatzematge d'energia a escala de xarxa. La principal matèria primera d'aquesta tecnologia és l'òxid de ferro (rovell), un material abundant, no tòxic, econòmic i respectuós amb el medi ambient. La majoria de les bateries que s'estan desenvolupant actualment utilitzen pols d'òxid de ferro per generar i emmagatzemar hidrogen mitjançant la reacció de reducció/oxidació (redox) Fe/FeO (Fe + H2O  FeO + H2 ). Juntament amb una pila de combustible, això permet que el sistema es comporti com una bateria recarregable, creant H₂O/H₂ mitjançant la producció i el consum d'electricitat. A més, aquesta tecnologia té un impacte ambiental mínim, ja que es podria utilitzar per emmagatzemar energia procedent de fonts d'energia intermitents o variables, com ara la solar i l'eòlica, desenvolupant un sistema energètic amb baixes emissions de diòxid de carboni.
Una manera com el sistema pot començar és utilitzant la reacció redox Fe/FeO. L'hidrogen creat durant l'oxidació del ferro i de l'oxigen de l'aire pot ser consumit per una pila de combustible per generar electricitat. Quan s'ha d'emmagatzemar electricitat, l'hidrogen generat a partir de l'aigua fent funcionar la pila de combustible a la inversa es consumeix durant la reducció de l'òxid de ferro a ferro metàl·lic. La combinació d'aquests dos cicles és el que fa que el sistema funcioni com una bateria recarregable de ferro-aire.
Les limitacions d'aquesta tecnologia provenen dels materials utilitzats i de la menor eficiència de conversió d'energia. Generalment, es seleccionen llits de pols d'òxid de ferro; tanmateix, la sinterització i la polvorització ràpides de les pols limiten la capacitat d'aconseguir un nombre elevat de cicles, cosa que resulta en una capacitat disminuïda. Altres mètodes que actualment s'estan investigant, com ara la impressió 3D i la fosa per congelació, busquen permetre la creació de materials arquitectònics que permetin canvis elevats de superfície i volum durant la reacció redox.